# Albrecht Fuess

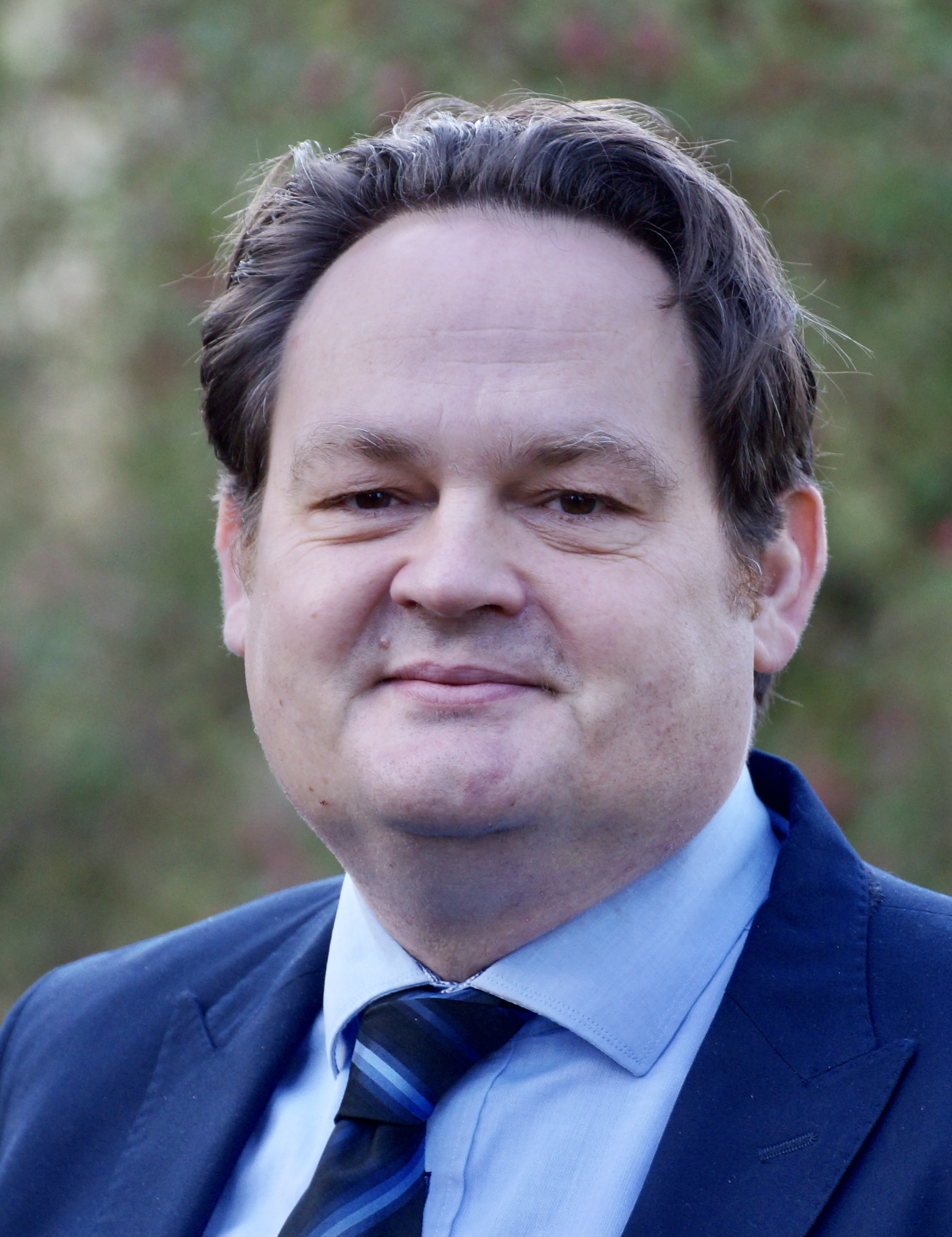
Albrecht Fuess (2021)

Albrecht Fuess (* 1969 in La Tronche) ist ein deutscher Islamwissenschaftler.

## Leben
Er studierte Geschichte und Islamwissenschaft an der Universität zu Köln (1996 Magisterarbeit zur deutschen Gemeinde in Ägypten zwischen den Weltkriegen) und an der Universität Kairo. Als Stipendiat der Studienstiftung des deutschen Volkes (währenddessen jeweils einjähriger Forschungsaufenthalt als Gastwissenschaftler am Orient-Institut Beirut und an der School of Oriental and African Studies) promovierte er 2000 in Köln mit einer Arbeit zur syro-palästinensischen Küste in mamlukischer Zeit (1250–1517). Nach einer Tätigkeit als freier Mitarbeiter in der Auslandsredaktion des ZDF in Mainz wurde er 2002 wissenschaftlicher Assistent am Lehrstuhl Islamwissenschaft der Universität Erfurt. Von 2007 bis 2009 war er „Le Studium“ – Fellow, dem Wissenschaftskolleg der „Région Centre“, an der Equipe Monde Arabe et Méditerranée (Université de Tours) an einem Forschungsprojekt zum Systemvergleich der Osmanen, Safaviden und Mamluken im 16. Jahrhundert. Seit 2010 lehrt er als Professor für Islamwissenschaft an der Universität Marburg.
Seine Forschungsschwerpunkte sind Geschichte des Nahen Ostens (13.–17. Jahrhundert), Kultur- und Sozialgeschichte der Mamluken, Islam in Europa und zeitgenössische islamische Jugendkulturen.

## Schriften (Auswahl)
- Fuess, Albrecht; mit Christoph Werner, Maria Szuppe, and Nicolas Michel (2021). Families, Authority, and the Transmission of Knowledge in the Early Modern Middle East. Brepols, Tournhout, ISBN 978-2-503-59289-3.
- Fuess, Albrecht; mit Stephan Conermann and Stefan Rohdewald (2019). Transottomanica – Osteuropäisch-osmanisch-persische Mobilitätsdynamiken: Perspektiven und Forschungsstand. V&R Unipress, ISBN 978-3-8471-0886-3.
- Fuess, Albrecht; mit Jan-Peter Hartung (2013). Court Cultures in the Muslim World: Seventh to Nineteenth Centuries. Routledge, London / New York, ISBN 978-1-1387-8890-9.
- Fuess, Albrecht; mit Bernard Heyberger (2013). La frontière méditerranéenne du XVe au XVIIe siècle: échanges, circulations et affrontements. Brepols, Turnhout, ISBN 978-2-5035-4815-9.
- Fuess, Albrecht (2001). Verbranntes Ufer. Auswirkungen mamlukischer Seepolitik auf Beirut und die syro-palästinensische Küste (1250 - 1517). Brill, Leiden, ISBN 978-9-0041-2108-9.
- Fuess, Albrecht (1996). Die deutsche Gemeinde in Ägypten von 1919-1939, Hamburg: Lit-Verlag. (Hamburger Islamwissenschaftliche und Turkologische Arbeiten und Texte 8, hrsg. von Gernot Rotter und Petra Kappert).

## Projekte
Albrecht Fuess ist außerdem Ko-Koordinator für folgende internationale Kooperationsprojekte:
- Transottomanica: East European-Ottoman-Persian mobility dynamics. Koordination mit Prof. Dr. Stephan Conermann (Bonn) und Prof. Dr. Stefan Rohdewald (Leipzig/Spokesperson) (DFG Priority Program 1981).
- "Mediating Islam in the Digital Age", EU Horizon 2020, Innovative Training Network, Deutscher Koordinator, zusammen mit Kollegen von NISIS (Leiden) / IISMM (Paris) / CISC (Madrid, Barcelona).
- "Land and Landscapes in Mamluk and Ottoman Egypt (13th-18th Centuries)", a.k.a EGYLandscape Project, Research Group, ANR-DFG, (mit Prof. Dr. Nicolas Michel; Aix-Marseille Université).